# Liste der Pfarren im ehemaligen Dekanat Ernstbrunn
Das Dekanat Ernstbrunn war ein Dekanat im Vikariat Unter dem Manhartsberg der römisch-katholischen Erzdiözese Wien. Es wurde am 1. September 2016 aufgelöst und die Pfarren auf die Dekanate Laa-Gaubitsch, Stockerau und Wolkersdorf verteilt.

## Pfarren mit Kirchengebäuden und Kapellen
| Ort                         | Pfarrverband | Seit                | Patrozinium             | Kirchengebäude und Kapellen | Bild                     |
| --------------------------- | ------------ | ------------------- | ----------------------- | --- | ------------------------ |
| Ameis                       |              | vor 1300            | Hl. Nikolaus            | Pfarrkirche Ameis Filialkirche Föllim |                          |
| Asparn an der Zaya          |              | um 1150             | Hl. Pankratius          | Pfarrkirche Asparn an der Zaya |                          |
| Ernstbrunn                  |              | um 1055             | Hl. Martin              | Pfarrkirche Ernstbrunn Kapelle Allerseligste Jungfrau Maria in Dörfles, Johannes-Nepomuk-Kapelle in Gebmanns, Annakapelle in Steinbach, Kapelle Allerseligste Jungfrau Maria in Thomasl | Pfarrkirche Ernstbrunn   |
| Gnadendorf                  |              | urk. 1197           | Hl. Johannes der Täufer | Pfarrkirche Gnadendorf | Pfarrkirche Gnadendorf   |
| Grafensulz                  |              | urk. 1560           | Hl. Ägid                | Pfarrkirche Grafensulz Kapelle im Pfarrhof Grafensulz | Pfarrkirche Grafensulz   |
| Herrnleis                   |              | urk. 1560           | Hl. Nikolaus            | Pfarrkirche Herrnleis Nikolauskapelle in Herrnleis, Markuskapelle in Pürstendorf | Pfarrkirche Herrnleis    |
| Ladendorf                   |              | urk. 1560           | Hl. Andreas             | Pfarrkirche Ladendorf Kreuzkapelle in Eggersdorf, Kapelle Aufnahme Mariens in den Himmel in Garmanns, Marienkapelle in Ladendorf                                                        | Pfarrkirche Ladendorf    |
| Maisbirbaum                 |              | vor 1351            | Hl. Barbara             | Pfarrkirche Maisbirbaum |                          |
| Merkersdorf                 |              | um 1200             | Hl. Jakobus der Ältere  | Pfarrkirche Merkersdorf |                          |
| Michelstetten               |              | 1128, neu 1760/61   | Hl. Veit                | Pfarrkirche Michelstetten | Wehrkirche Michelstetten |
| Niederleis                  |              | urk. 1560           | Mariä Himmelfahrt       | Pfarrkirche Niederleis Kreuzkapelle in Helfens, Marienkapelle in Nodendorf |                          |
| Oberleis                    |              | urk. 1135           | Hl. Mauritius           | Pfarrkirche Oberleis am Oberleiser Berg Dorfkapelle in Klement, Dorfkapelle in Au | Pfarrkirche Oberleis     |
| Pyhra (Gemeinde Gnadendorf) |              | 1724                | Hl. Leib Christi        | Pfarrkirche Pyhra in Gnadendorf | Pfarrkirche Pyhra        |
| Simonsfeld                  |              | vor Mitte 12. Jhdt. | Hl. Martin              | Pfarrkirche Simonsfeld Dorfkapelle in Naglern |                          |
| Wenzersdorf                 |              | urk. 1783           | Mariä Verkündigung      | Pfarrkirche Wenzersdorf Kapelle zum guten Hirten in Zwentendorf |                          |

## Dekanat Ernstbrunn
Es umfasst 15 Pfarren im Weinviertel im nördlichen Niederösterreich mit rund 9.500 Katholiken.
Derzeitiger Sitz des Dekanats, das nach der Marktgemeinde Ernstbrunn benannt ist, ist mit Pfarrer Msgr. Walter Pischtiak Ladendorf.
Diözesaner Entwicklungsprozess
Am 29. November 2015 wurden für alle Pfarren der Erzdiözese Wien Entwicklungsräume definiert. Die Pfarren sollen in den Entwicklungsräumen stärker zusammenarbeiten, Pfarrverbände oder Seelsorgeräume bilden. Am Ende des Prozesses sollen aus den Entwicklungsräumen neue Pfarren entstehen. Im Dekanat Ernstbrunn wurden folgende Entwicklungsräume festgelegt:
- Ernstbrunn, Maisbirbaum, Merkersdorf, Niederleis, Oberleis, Pyhra und Simonsfeld
- Ameis, Asparn an der Zaya, Gnadendorf, Grafensulz, Michelstetten und Wenzersdorf

Die Pfarren Herrnleis und Ladendorf werden am 1. September 2016 Teil des Dekanats Wolkersdorf.

## Dechanten
- seit ? Walter Pischtiak